# Давидченко Артем Володимирович
Дави́дченко Арте́м Володи́мирович (нар. 14 жовтня 1986) — український колабораціоніст з Росією. Співзасновник громадської організації «Колокол», один з організаторів протистоянь в Одесі 2 травня 2014 року зі сторони представників Антимайдану.

## Життєпис
Артем Давидченко — молодший брат відомого проросійського активіста з Одеси Антона Давидченка.
Наприкінці 2011 року громадська організація «Колокол» під керівництвом братів Давидченків була замішана у сприянні меру Одеси Олексію Костусєву у відчуджені 46 соток земельних ділянок на березі моря в районі Відради, в результаті чого одне з найулюбленіших місць відпочинку одеситів опинилося в руках підставних осіб.
Під час проросійських виступів в Україні у лютому-березні 2014 року Артем Давидченко був серед активістів одеського Антимайдану. Після затримання його брата Антона 17 березня, очолював протестний рух за його звільнення. Давидченку-молодшому було висунуто підозру у скоєнні злочинів за статтями 293 та 341 Кримінального кодексу України.
6 квітня 2014 року стало відомо, що Артем Давидченко виконуватиме обов'язки довіреної особи кандидата в президенти України Олега Царьова, який пізніше зняв свою кандидатуру.
2 травня Давидченко-молодший брав участь у кривавих зіткненнях проросійських сепаратистів з патріотично налаштованими одеситами, що завершилися численними людськими жертвами. 8 травня Давидченка було затримано представниками правоохоронних органів та доправлено у Київ для проведення слідчих дій.